# ویلسنویل (اورگن)
ویلسنویل (به انگلیسی: Wilsonville) شهری در شهرستان کلکمس ایالت اورگن است و در سرشماری سال ۲۰۱۱ میلادی، ۱۹٬۵۰۹ نفر جمعیت داشته که نسبت به سال ۲۰۱۰، ۰٫۲۹ درصد رشد جمعیت داشته‌است.

## موقعیت جغرافیایی
موقعیت جغرافیایی شهرها و مناطق اطراف به شرح زیر است: